# Affaire des couveuses au Koweït
L'affaire des couveuses au Koweït désigne le scandale du faux témoignage fait le 14 octobre 1990, lors de l'invasion du Koweït par les forces armées irakiennes de Saddam Hussein, qui alléguait des atrocités commises contre des nouveau-nés koweïtiens. Le témoignage se révéla être mensonger, après avoir servi à favoriser l'entrée en guerre des Occidentaux.

## Description
Le 14 octobre 1990, une jeune femme koweïtienne, appelée par les médias « l'infirmière Nayirah », témoigne, les larmes aux yeux, devant une commission du Congrès des États-Unis. L'événement est retransmis rapidement par les télévisions du monde entier :

« Monsieur le président, messieurs les membres de ce comité, je m'appelle Nayirah et je reviens du Koweït. Ma mère et moi étions au Koweït le 2 août pour passer de paisibles vacances. Ma sœur aînée avait accouché le 29 juillet et nous voulions passer quelque temps au Koweït auprès d'elle. […] Pendant que j'étais là, j'ai vu les soldats irakiens entrer dans l'hôpital avec leurs armes. Ils ont tiré les bébés des couveuses, ils ont pris les couveuses et ont laissé mourir les bébés sur le sol froid. J'étais horrifiée. Je ne pouvais rien faire et je pensais à mon neveu qui était né prématuré et aurait pu mourir ce jour-là lui aussi. […] Les Irakiens ont tout détruit au Koweït. Ils ont vidé les supermarchés de nourriture, les pharmacies de médicaments, les usines de matériel médical, ils ont cambriolé les maisons et torturé des voisins et des amis. J'ai vu un de mes amis après qu'il a été torturé par les Irakiens. Il a 22 ans mais on aurait dit un vieillard. Les Irakiens lui avaient plongé la tête dans un bassin, jusqu'à ce qu'il soit presque noyé. Ils lui ont arraché les ongles. Ils lui ont fait subir des chocs électriques sur les parties sensibles de son corps. Il a beaucoup de chance d'avoir survécu. »

Ce témoignage, avec d'autres comme ceux conçus par l'agence de communication Rendon Group (en) chargée de superviser la communication de la CIA et du Pentagone, a beaucoup ému l'opinion publique internationale et a contribué à ce qu'elle soutienne l'action des puissances occidentales contre les armées de Saddam Hussein lors de la guerre du Golfe.
En fait, ce témoignage était entièrement faux. La jeune fille, coachée selon certaines sources par Michael Deaver ancien conseiller en communication de Ronald Reagan, s'appelait Nayirah al-Ṣabaḥ, et était la fille de l'ambassadeur du Koweït à Washington Saud bin Nasir Al-Sabah. L'association Citizens for a Free Kuwait (en), organisée par le gouvernement du Koweït exilé avait commandé cette campagne à la compagnie de relations publiques Hill & Knowlton (en) (pour la somme de 10 millions de dollars).
La machination a fonctionné grâce à l'intervention de Lauri Fitz-Pegado, qui a convaincu les députés que l'identité n'était pas révélée pour protéger la famille de la jeune femme. Lauri Fitz-Pegado avait auparavant travaillé pour le gouvernement, dans l'Agence de l'Information.
Par ailleurs, le gouvernement américain aurait payé 14 millions de dollars à cette compagnie pour l'avoir aidé à médiatiser la guerre du Golfe sous un jour favorable à l'intervention occidentale.

## Sources
- Vidéo du faux témoignage
- (fr) Une analyse de ce scandale vue par un site internet Stop USA
- (en) Ameen Izzadeen, Lies, damn lies and war, Daily Mirror of Sri Lanka, 2001 (no more precise date provided), accessed 27 février 2006..
- (en) Maggie O'Kane, This time I'm scared, The Guardian, December 5, 2002.
- (en) Ian Urbina, HBO adds disclaimer to Gulf War movie, Asia Times, novembre 13, 2002.